# Firefly Media Server
Firefly Media Server (anteriormente mt-daapd) es un servidor multimedia open-source para Roku SoundBridge e iTunes. Actúa de servidor multimedia usando Roku Server Protocol (RSP)  y Digital Audio Access Protocol (DAAP).

## Funciones
Sus funciones incluyen
- Soporte en Unix/POSIX platforms.
- Soporte en Microsoft Windows y Mac OS X.
- Soporte en Apple Inc. iPhone y iPod touch.
- Soporte de MP3, AAC, Ogg, FLAC, y WMA.
- Soporte de Roku SoundBridge vía RSP.
- Soporte de codificación al vuelo de Ogg, FLAC, ALAC, and WMA.
- En plataformas Windows, codificación al vuelo de WMA Lossless, WMA Pro and WMA Voice.
- Configuración por web.
- Soporte para creación de listas de reproducción.
- Integración con la librería iTunes incluyendo la posibilidad de leer las listas de reproducción.
- Puede actuar de servidor de streaming de estaciones de radio por internet.

Firefly Media Server fue conocido como mt-daapd. Fue renombrado cuando adoptó nuevas características como el soporte para RSP y el soporte de Microsoft Windows y Mac OS X.